# كريستيان غو
كريستيان غو هو متسابق بياثل كندي، ولد في 28 مارس 1993 في كالغاري في كندا.

## وصلات خارجية
- كريستيان غو على موقع IBU (الإنجليزية)
- كريستيان غو على موقع أوليمبيديا (الإنجليزية)
- كريستيان غو على موقع اللجنة الأولمبية الكندية (الإنجليزية)